# Anthidium striatum
Anthidium striatum är en biart som beskrevs av Wu 2004. Anthidium striatum ingår i släktet ullbin, och familjen buksamlarbin. Inga underarter finns listade i Catalogue of Life.